# Junonia leechi
Junonia leechi är en fjärilsart som beskrevs av Alphéraky 1897. Junonia leechi ingår i släktet Junonia och familjen praktfjärilar. Inga underarter finns listade i Catalogue of Life.